# Luca Savelli
Luca Savelli foi um senador romano que em 1234 liderou uma revolta contra o Papa Gregório IX. Ele foi o pai do Papa Honório IV.

## Vida
Savelli nasceu em 1190, em uma antiga família senatorial e casou-se com Vana Aldobrandeschi.
Savelli tornou-se senador da Comuna Romana em 1234 e tentou estender o controle romano sobre a Tuscia e a província de Marittima e Campagna. A milícia romana apreendeu e ocupou o castelo de Montalto di Castro - diretamente sujeito à Igreja de Roma - para torná-lo um reduto nas manobras militares contra Viterbo. Gregório IX refugiou-se em Rieti e em maio de 1234 excomungou Savelli e vários dos seus apoiadores e organizou uma contra-ofensiva. Para grande surpresa dos romanos, Frederico II, Sacro Imperador Romano-Germânico, que estava frequentemente em guerra com o papado, desta vez ficou do lado do Papa.

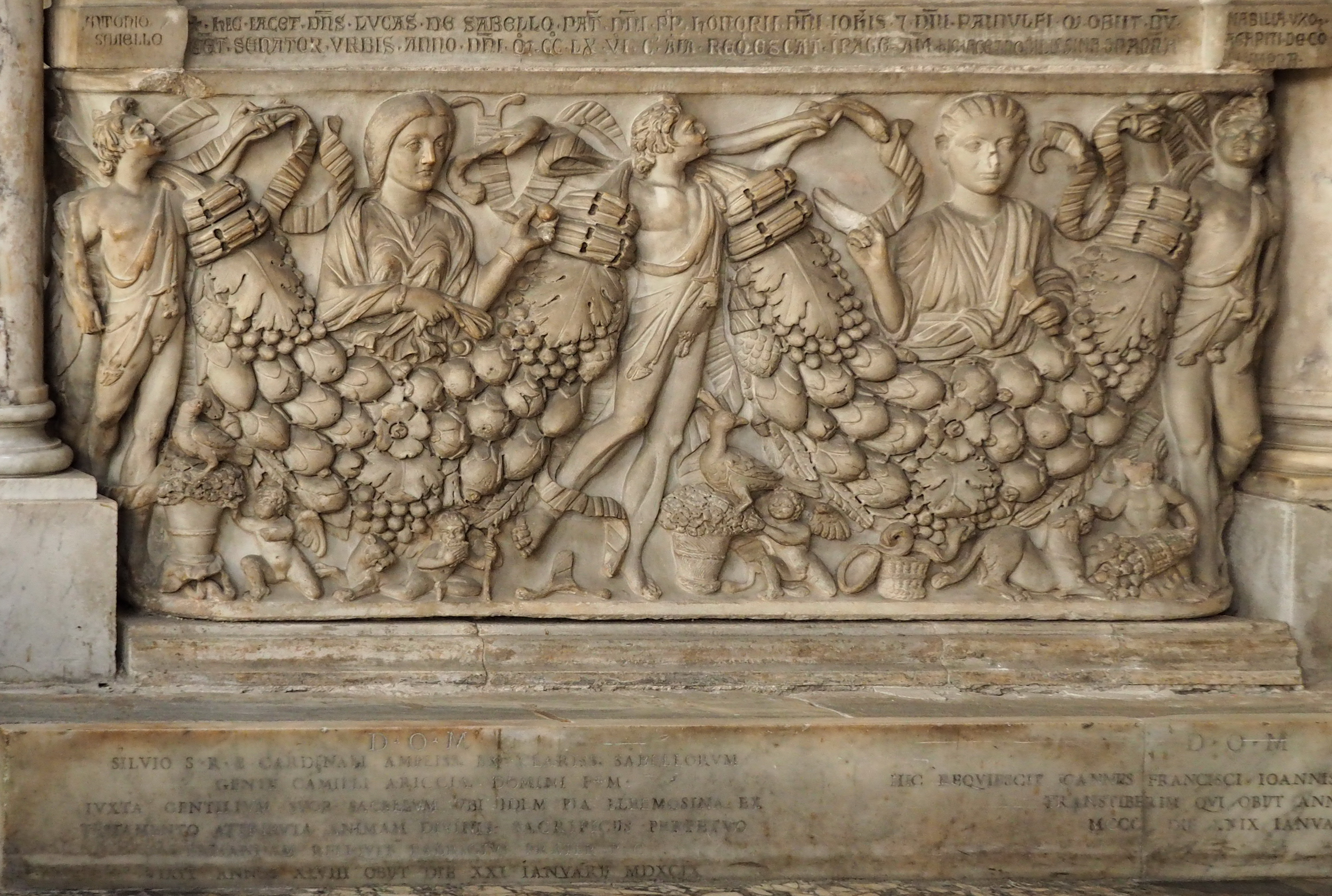
Relevo do túmulo de Luca Savelli em Aracoeli.

Frederico II saiu do sul da Itália com um exército, juntando-se às tropas papais comandadas por Raniero Capocci em Montefiascone. Em 8 de outubro, os romanos atacaram Viterbo, mas foram rechaçados. Os defensores então sitiaram os romanos em uma fortaleza a poucos quilômetros ao sul de Viterbo e Capocci conseguiu derrotá-los. Savelli respondeu banindo o Cardeal Capocci de Roma e declarando o Papa exilado até que pagasse uma indenização pelos danos de guerra. Para tanto, iniciou a requisição de bens das dioceses de Óstia, Túsculo e Palestrina e de outros institutos religiosos do Patrimônio. Em abril de 1235, Savelli foi removido como senador.
Savelli foi novamente senador em maio de 1266. Ele morreu no cargo naquele mesmo ano, ainda tentando estender a autoridade romana e obter compensações da Cúria Romana dos prejuízos da guerra. Seu túmulo se encontra na Basílica de Santa Maria em Aracoeli junto com sua esposa e seu filho Giacomo (futuro Papa Honório IV). A tumba papal foi projetada para a esposa de Luca, Vana. 
Outro filho de Luca Savelli, Pandolfo, foi o podestà de Viterbo (1275).